# Giovanni Sergio
Giovanni Sergio (Santo Stefano di Camastra, 4 ottobre 1766 – Santo Stefano di Camastra, 27 febbraio 1827) è stato un vescovo cattolico italiano.

## Biografia
È stato ordinato presbitero il 18 dicembre 1790.
Il 19 dicembre 1814 papa Pio VII lo ha nominato vescovo di Cefalù; ha ricevuto l’ordinazione episcopale il successivo 27 dicembre dal cardinale Bartolomeo Pacca, prefetto della Congregazione dell'immunità ecclesiastica, coconsacranti Tommaso Arezzo e Giovanni Francesco Guerrieri, arcivescovi titolari rispettivamente di Seleucia di Isauria e di Atene.
È morto a Santo Stefano di Camastra il 27 febbraio 1827.

## Genealogia episcopale
La genealogia episcopale è:
- Cardinale Scipione Rebiba
- Cardinale Giulio Antonio Santori
- Cardinale Girolamo Bernerio, O.P.
- Arcivescovo Galeazzo Sanvitale
- Cardinale Ludovico Ludovisi
- Cardinale Luigi Caetani
- Cardinale Ulderico Carpegna
- Cardinale Paluzzo Paluzzi Altieri degli Albertoni
- Papa Benedetto XIII
- Papa Benedetto XIV
- Papa Clemente XIII
- Cardinale Giovanni Carlo Boschi
- Cardinale Bartolomeo Pacca
- Vescovo Giovanni Sergio